# Colonia las Tijeras
Colonia las Tijeras är en ort i Mexiko, tillhörande kommunen Texcoco i delstaten Mexiko. Colonia las Tijeras ligger i den centrala delen av landet och tillhör Mexico Citys storstadsområde. Orten hade 779 invånare vid folkräkningen 2010.